# Колтушское городское поселение
Ко́лтушское городское поселе́ние — муниципальное образование в составе Всеволожского района Ленинградской области. 
Административный центр — город Колтуши.

## Географические данные
- Общая площадь: 265,22 км²
- Расположение: южная часть Всеволожского района
  - Граничит:
    - на севере — с Всеволожским городским поселением
    - на востоке со Щегловским сельским поселением и Морозовским городским поселением.
    - на юге с Кировским муниципальным районом и Дубровским городским поселением.
    - на западе со Свердловским городским поселением и Заневским городским поселением.

По территории поселения проходят автодороги:
- Р21 (часть E 105) «Кола» (Санкт-Петербург — Петрозаводск — Мурманск)
- 41К-067 (Новая Пустошь — Невская Дубровка)
- 41К-076 (Мяглово — автодорога «Кола»)
- 41К-078 (Санкт-Петербург — Всеволожск)
- 41К-079 Колтушское шоссе (Санкт-Петербург — Колтуши)
- 41К-310 (Колтуши — Коркино)
- 41К-311 (подъезд к пос. Воейково)
- 41К-320 (Аро — Вирки)
- 41К-333 (подъезд к дер. Ёксолово)

Расстояние от административного центра поселения до районного центра — 10 км.
По территории поселения проходит железная дорога Заневский Пост — Горы.
Геологические особенности
Поселение расположено на землях геологического памятника природы — «Колтушские высоты», с реликтовыми озёрами, камовыми плато и формами термокарста.

## История
В середине XIX века после введения волостного правления в составе Шлиссельбургского уезда Санкт-Петербургской губернии была образована Колтушская волость.
24 февраля 1923 года Шлиссельбургский уезд был упразднён, Колтушская волость была объединена с Ленинской волостью (д. Яблоновка) Петроградского уезда под наименованием Ленинская и центром в селе Колтуши.
6 февраля 1924 года Ленинская и Рябовская волости Петроградского уезда объединены в Ленинскую волость с центром в посёлке Всеволожский.
1 августа 1927 года после ликвидации губерний, уездов и волостей все сельсоветы Ленинской волости вошли в состав вновь образованного Ленинского района Ленинградского округа Ленинградской области.
В ноябре 1928 года Борский и Стародеревенский сельсоветы были объединены в Колтушский сельсовет.
20 августа 1930 года после упразднения Ленинского района Колтушский сельсовет вошёл в состав вновь образованного Ленинградского Пригородного района.
В феврале 1931 года Колтушскому сельсовету придан статус национального финского сельсовета.
17 августа 1931 года к Колтушскому сельсовету присоединен Каннистский сельсовет, а 10 августа 1934 года — Куйворовский.
19 августа 1936 года Ленинградский Пригородный район был ликвидирован, Колтушский сельсовет вошёл в состав вновь образованного Всеволожского района.
19 сентября 1939 года Колтушский национальный сельсовет преобразован в обычный сельсоветы, из его состава выделен новый сельсовет — Красногорский.
16 июня 1954 года Колтушский и Новопустошский сельсоветы объединены в Колтушский.
20 марта 1959 года Красногорский сельсовет был ликвидирован и присоединен к Колтушскому сельсовету.
В ноябре 1966 года был восстановлен Новопустошский сельсовет.
18 января 1994 года постановлениями главы администрации Ленинградской области № 10 «Об изменениях административно-территориального устройства районов Ленинградской области» Колтушский сельсовет, также как и все другие сельсоветы области, преобразован в Колтушскую волость.
17 апреля 1996 года после принятия областного закона № 9-ОЗ «Об административно-территориальном устройстве Ленинградской области» Колтушская волость получила статус независимого муниципального образования Ленинградской области.
С 1 января 2006 года в соответствии с областным законом Ленинградской области № 17-оз от 10 марта 2004 года «Об установлении границ и наделении соответствующим статусом муниципальных образований Всеволожский район и Выборгский район и муниципальных образований в их составе» было образовано Колтушское сельское поселение в составе Всеволожского муниципального района, включившее в себя территорию бывшей Колтушской волости.
6 июня 2013 года депутаты Законодательного Собрания Ленобласти приняли закон «Об объединении Колтушского сельского поселения и Разметелевского сельского поселения во Всеволожском муниципальном районе Ленинградской области».
31 мая 2023 года Законодательное собрание Ленинградской области приняло сразу в трёх чтениях законопроект об образовании города Колтуши. Согласно ему произошло объединение деревни Колтуши с деревней Старая в один населённый пункт с сохранением наименования Колтуши. Укрупнённый населённый пункт Колтуши было решено отнести к категории «город». Закон был подписан губернатором 14 июня 2023 года, вступил в силу 25 июня 2023 года.

## Население
| 2006    | 2010    | 2011    | 2012    | 2013    | 2014    | 2015    |
| ------- | ------- | ------- | ------- | ------- | ------- | ------- |
| 9700    | ↗13 692 | ↗13 740 | ↗14 624 | ↗16 049 | ↗23 457 | ↗24 938 |
| 2016    | 2017    | 2018    | 2019    | 2020    | 2021    | 2023    |
| ↗25 617 | ↗26 597 | ↗27 813 | ↗29 017 | ↗29 661 | ↘28 056 | ↗28 766 |
| 2024    | 2025    |         |         |         |         |         |
| ↗29 346 | ↗30 309 |         |         |         |         |         |

## Состав городского поселения
| №  | Населённый пункт      | Тип населённого пункта | Население      |
| -- | --------------------- | ---------------------- | -------------- |
| 1  | Аро                   | деревня                | ↗355 (2017)    |
| 2  | Бор                   | деревня                | ↗122 (2017)    |
| 3  | Вирки                 | деревня                | ↘117 (2017)    |
| 4  | Воейково              | посёлок                | ↘848 (2017)    |
| 5  | Ёксолово              | деревня                | ↘73 (2017)     |
| 6  | Кальтино              | деревня                | ↗1099 (2017)   |
| 7  | Канисты               | деревня                | ↗112 (2017)    |
| 8  | Карьер-Мяглово        | местечко               | ↘145 (2017)    |
| 9  | Кирполье              | деревня                | ↗129 (2017)    |
| 10 | Колбино               | деревня                | ↗126 (2017)    |
| 11 | Колтуши               | город                  | ↗14 954 (2025) |
| 12 | Коркино               | деревня                | ↗24 (2017)     |
| 13 | Красная Горка         | деревня                | ↗74 (2017)     |
| 14 | Куйворы               | деревня                | ↘65 (2017)     |
| 15 | Лиголамби             | деревня                | ↘74 (2017)     |
| 16 | Манушкино             | деревня                | ↗57 (2017)     |
| 17 | Манушкино             | посёлок ж.д. станции   | ↘9 (2017)      |
| 18 | Мяглово               | деревня                | ↘236 (2017)    |
| 19 | Новая Пустошь         | деревня                | ↘106 (2017)    |
| 20 | Озерки                | деревня                | ↘188 (2017)    |
| 21 | Озерки-1              | деревня                | ↗22 (2017)     |
| 22 | Орово                 | деревня                | ↗154 (2017)    |
| 23 | Павлово               | село                   | ↗2346 (2017)   |
| 24 | Разметелево           | деревня                | ↘2820 (2017)   |
| 25 | Рыжики                | деревня                | ↗13 (2017)     |
| 26 | Старая Пустошь        | деревня                | ↗79 (2017)     |
| 27 | Тавры                 | деревня                | ↘54 (2017)     |
| 28 | Токкари               | деревня                | ↗231 (2017)    |
| 29 | Хапо-Ое               | деревня                | ↘1025 (2017)   |
| 30 | Хязельки              | деревня                | ↗137 (2017)    |
| 31 | Шестнадцатый километр | посёлок ж.д. станции   | ↗2 (2017)      |

25 июня 2023 года была упразднена деревня Старая в связи с её включением в состав города Колтуши.

## Экономика
На территории поселения осуществляют свою деятельность:
- База Университета телекоммуникаций им. Бонч-Бруевича
- ГГО им. А. И. Воейкова
- Институт физиологии им. И. П. Павлова РАН
- ООО «Сытный дворЪ К»
- ООО «Стройпанель»
- ЗАО «Термогласс»
- ООО «Лик-2»
- ЗАО «Колтушская ПМК-6»
- ДУП «Ритуал»
- ООО «ЦОЭК»
- ЗАО «Ленмонтажстрой-Телеком»
- ООО «Колтушский строительный комбинат»
- ЗАО «Институт радарной метеорологии»
- ООО «Универсам „Верхний“»
- ООО «Спутник-3»
- ООО «Курорт»
- ООО «Спутник-2»
- OOO «Универсам „Колтуши“»
- ООО «Компания „Вкусное питание“»
- ООО «Киноцентр»
- ООО «Универсам Школьный»
- ООО «Колтуши Фарм»
- ООО «ХМ Колтуши»
- отделение Института земного магнетизма (ЛО «Измиран») РАН